# BSA B50-serie
De BSA B50-serie was een serie 500cc-terreinmotoren die het Britse merk BSA uit Birmingham produceerde van 1971 tot 1973.

## Voorgeschiedenis
De basis van de B50-serie lag eigenlijk bij de komst van de BSA C15 Star in 1959. Dit 250cc-model kreeg een geheel nieuwe motor, met een geïntegreerde (unit construction)-versnellingsbak. Tot 1968 werden er vijftien uitvoeringen van deze C15 geproduceerd. In 1960 had constructeur Brian Martin al een 250cc-crossmotor gebouwd door een BSA C15 van de productielijn te halen en om te bouwen. Het werd een succes: Arthur Lampkin werd in 1961 tweede in het Europees kampioenschap en in 1962 werd Jeff Smith tweede in het wereldkampioenschap. Daarna vergrootte Martin het 350cc-blok van de BSA B40 (dat ook was afgeleid van de C15) tot 421 cc waardoor er een crossmotor voor de 500cc-klasse ontstond. Met deze machine werd Jeff Smith wereldkampioen in 1964 en 1965. Hieruit ontstond de BSA B44-serie met 441,2cc-blokken die tot 1970 in productie bleef. Deze modellen, die bekend werden als "BSA Victor", hadden een boring van 79 mm en een slag van 90 mm. Vooral in de motorcross konden deze machines echter geen vuist meer maken tegen de tweetakten van CZ en Husqvarna, die slechts 360 cc maten maar lichter en sterker waren dan de viertakten. 

## B50-serie
Een logische stap was om de 441cc-machines op 500 cc te brengen. Dat gebeurde door de boring te vergroten tot 84 mm. De machines verschenen in 1971, maar de financiële positie van BSA was toen al zo slecht dat het voor veel andere modellen het laatste productiejaar zou worden. De B50-serie was het resultaat van het P34-project, waarin noodzakelijke verbeteringen aan de BSA B25-serie werden aangebracht en waarin de B50 werd ontwikkeld. Deel van het project was het vergroten van de bevestigingslussen aan het B25-frame om de 500cc-motor te kunnen monteren. Al deze machines kregen het "oil in frame"-rijwielgedeelte dat van de B44 Victor stamde. Zowel de 250- als de 500cc-modellen kenden een "SS Gold Star" allroad en een "Victor Trail" offroad., maar de B50-serie kreeg ook nog een echte crossmotor, de "B50MX". Deze machine was meer op de Europese motorcross gericht, maar de Gold Star en de Victor Trail waren meer gericht op de opkomende populateit van terreinsporten in de Verenigde Staten. 

### Motor
De motor was een dwarsgeplaatste Luchtgekoelde staande eencilinder kopklepmotor met stoterstangen en tuimelaars om de kleppen aan te sturen. Hij had een Lucas-12V-elektrische installatie, maar alleen de Trails en de Gold Star werden geleverd met verlichting. De smering werd verzorgd door het gebruikelijke dry-sumpsysteem, maar de olie werd niet vervoerd in een olietank, maar in de bovenste framebuis. De carburateur was een Amal Concentric. De krukas kreeg kogellagers als hoofdlagers en had twee vliegwielen om een trillingvrije loop te verkrijgen. Het big-endlager (krukas-drijfstang) was nu juist een glijlager. 

### Transmissie
Op het linker uiteinde van de krukas zaten de Lucas RM21-wisselstroomdynamo en het voorste tandwiel van de primaire transmissie, die via een duplexketting de meervoudige natte plaatkoppeling aandreef. Die koppeling vereiste wel regelmatig afstellen, omdat ze door het hoge koppel van de motor graag wilde gaan slippen. De machine had een vierversnellingsbak met kickstarter en de secundaire transmissie verliep via een ketting.

### Rijwielgedeelte
De B50-serie had een semi-dubbel wiegframe met een enkele voorste buis vanaf het balhoofd naar de voorkant van het motorblok, waar ze zich in tweeën splitste. De bovenbuis was extra groot, vanwege de stevigheid, maar ook vanwege haar tweede taak als oliereservoir. Voor zat een telescoopvork en achter een swingarm met twee veer/demperelementen. Beide wielen werden met trommelremmen beremd. Voor zat een 8inch-rem, achter een 7inch-rem.

## BSA B50SS Gold Star (1971-1972)
Hoewel de BSA B50SS Gold Star verwees naar de BSA Gold Star, een van de beroemste modellen die het merk ooit gebouwd had, was ze veel minder extreem dan het origineel. Dat had nog een pre-unit-motor die op het einde (1963) zo hoog was opgevoerd dat ze nauwelijks te berijden was. De snelste blokken uit die serie leverden 42 pk en daar kwam de B50SS Gold Star lang niet aan. Hoewel ze als straatmodel in de markt werd gezet, had ze veel kenmerken van een allroad, zoals de swept back-uitlaat met hitteschild. Ook miste ze de grote hoeveelheid chroom. Dat was feitelijk bijna helemaal verdwenen. De B50SS was zwart/rood gespoten met een wit frame. Toch was de B50SS Gold Star nog enigszins succesvol in de productieraces die in het Verenigd Koninkrijk zo populair waren en lang bekend stonden als clubmanraces. Een licht aangepaste machine ingezet door dealer Mead & Tomkinson racing won met Nigel Rollason en Clive Brown de 500cc-klasse van de Thruxton 500, de 24 uur van Barcelona en de 24 uur van Zolder. Een andere machine, eveneens ingezet door Mead & Tomkinson, reed een ronderecord tijdens de Production TT op het eiland Man. Phil Gurner reed de machine naar de derde plaats in de Production TT van 1974, toen de ze al twee jaar uit productie was. 

## BSA B50VT Victor Trail (1971-1972)
De BSA B50VT Victor Trail was bedoeld voor de Amerikaanse offroadmarkt. Om kosten te besparen deelde ze veel onderdelen van zowel de B50SS Gold Star als de B50MX. Ze had een 20inch-voorwiel en een 18inch-achterwiel, een hoog voorspatbord en een zilvergrijze benzinetank. De productie eindigde in 1972.

## BSA B50MX (1971-1973)
De BSA B50MX was een volbloed crossmotor, met hoog voor- en achterspatbord en noppenbanden. Ze was helemaal zilvergrijs met een zwarte bies op de tank. Dit was het enige model dat nog in 1973 geproduceerd werd. De laatste exemplaren werden zelfs na het faillissement van BSA gebouwd en uitgebracht als Triumph TR5MX. 

## Einde productie
In 1971 had BSA al een grote schuldenlast en het management besloot om de competitie-afdeling te sluiten. Alan Clews nam contact op met manager Brian Martin en wist voor 750 pond twaalf frames en een groot aantal onderdelen te kopen. Daarmee begon hij zijn bedrijf Clewstroka dat later zou uitgroeien tot Clews Competiton Machines, een bedrijf dat in 2020 nog steeds bestond. BSA beëindigde de productie van alle modellen, met uitzondering van de B50MX, in 1972. 

## Technische gegevens
| BSA B50                | SS Gold Star                        | VT Victor Trail                     | MX                                                     |
| ---------------------- | ----------------------------------- | ----------------------------------- | ------------------------------------------------------ |
| Periode                | 1971-1972                           | 1971-1972                           | 1971-1973                                              |
| Categorie              | Allroad                             | Offroad                             | Cross                                                  |
| Motortype              | Stoterstangen kopklepmotor          | Stoterstangen kopklepmotor          | Stoterstangen kopklepmotor                             |
| Bouwwijze              | Dwarsgeplaatste staande eencilinder | Dwarsgeplaatste staande eencilinder | Dwarsgeplaatste staande eencilinder                    |
| Koeling                | Lucht                               | Lucht                               | Lucht                                                  |
| Boring                 | 84 mm                               | 84 mm                               | 84 mm                                                  |
| Slag                   | 90 mm                               | 90 mm                               | 90 mm                                                  |
| Cilinderinhoud         | 498,8 cc                            | 498,8 cc                            | 498,8 cc                                               |
| Carburateur(s)         | Amal Concentric R930/62             | Amal Concentric R930/62             | Amal Concentric R932/18, 1973: Amal Concentric R932/28 |
| Smeersysteem           | Dry-sumpsysteem                     | Dry-sumpsysteem                     | Dry-sumpsysteem                                        |
| Compressieverhouding   | 10:1                                | 10:1                                | 10:1                                                   |
| Max. Vermogen          | 34 pk bij 6.200 tpm                 | 34 pk bij 6.200 tpm                 | 34 pk bij 6.200 tpm                                    |
| Topsnelheid            | 160 km/uur                          | 145 km/uur                          | 145 km/uur                                             |
| Primaire aandrijving   | Duplexketting                       | Duplexketting                       | Duplexketting                                          |
| Koppeling              | Meervoudige natte plaat             | Meervoudige natte plaat             | Meervoudige natte plaat                                |
| Versnellingen          | 4                                   | 4                                   | 4                                                      |
| Secundaire aandrijving | Ketting                             | Ketting                             | Ketting                                                |
| Rijwielgedeelte        | Semi-dubbel wiegframe               | Semi-dubbel wiegframe               | Semi-dubbel wiegframe                                  |
| Voorvork               | Telescoopvork                       | Telescoopvork                       | Telescoopvork                                          |
| Achtervork             | Swingarm                            | Swingarm                            | Swingarm                                               |
| Remmen                 | Trommelremmen                       | Trommelremmen                       | Trommelremmen                                          |
| Tankinhoud             | 18,2 liter (USA: 9,1 liter)         | 18,2 liter (USA: 9,1 liter)         | 18,2 liter (USA: 9,1 liter)                            |
| Droog gewicht          | 140,6 kg                            | 135,0 kg                            | 140,6 kg                                               |